# مزار سید حسن
مزار سید حسن؛ نام مزاری تاریخی مربوط به دورهٔ صفوی است و در شهرستان زاوه، بخش مرکزی، دهستان صفائیه، ۲ کیلومتری جنوب‌غربی روستای سهل‌آباد واقع شده و این اثر در تاریخ ۱۶ اسفند ۱۳۸۴ با شمارهٔ ثبت ۱۴۳۷۱ به‌عنوان یکی از آثار ملی ایران به ثبت رسیده‌است.